# 名古屋市営バス如意営業所

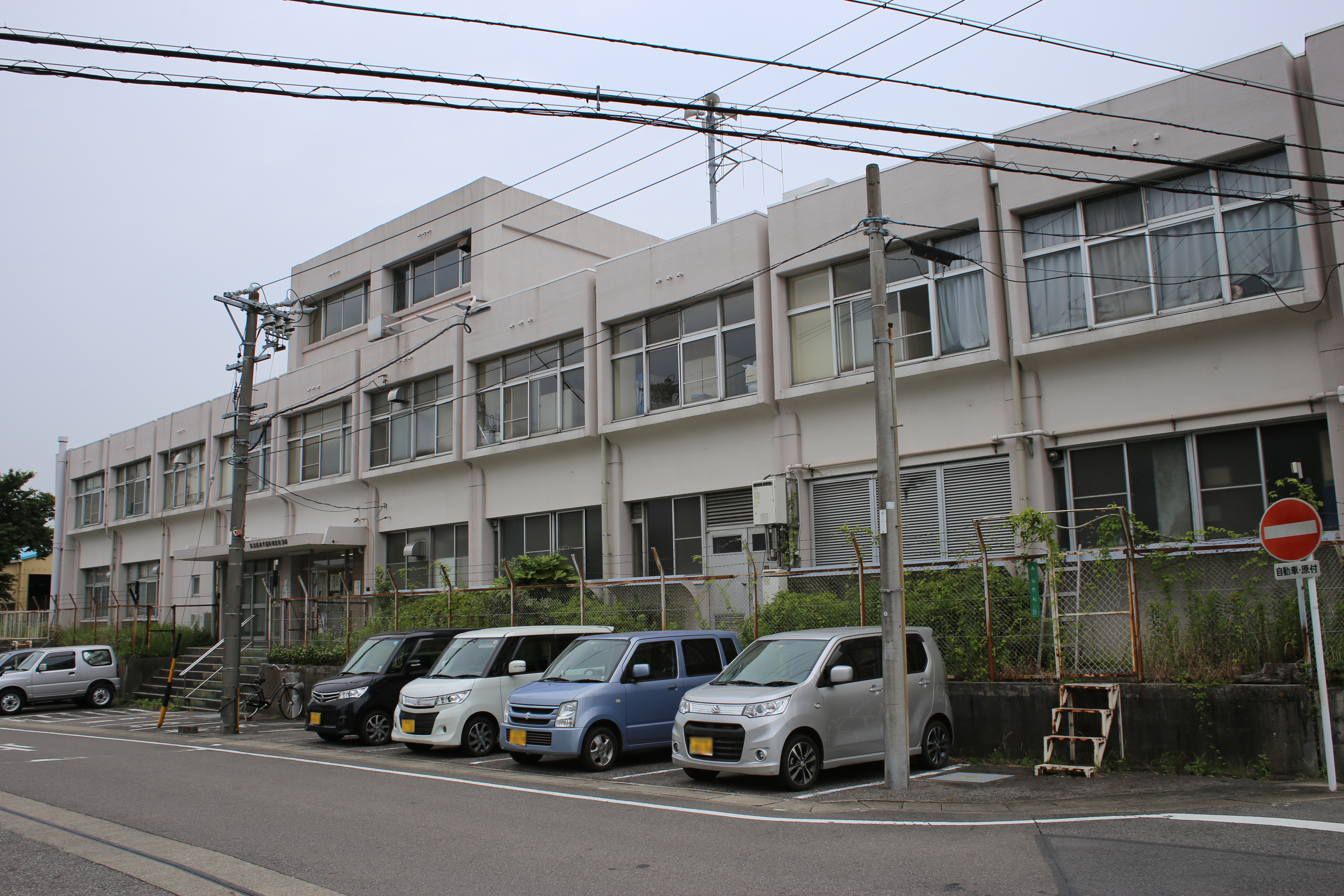
事務所（2016年5月）

名古屋市営バス如意営業所（なごやしえいバスにょいえいぎょうしょ）は、愛知県名古屋市北区丸新町にある名古屋市営バスの営業所。最寄のバス停留所は如意車庫前であり、主に北区、東区、西区北部の路線を担当している。

## 沿革
- 1965年（昭和40年）9月25日 : 北自動車運輸事務所（後の北営業所）の如意分所として開設[1]。
- 1969年（昭和44年）4月1日 : 北自動車運輸事務所から独立し、如意自動車運輸事務所として発足[2]。
- 1982年（昭和57年）12月1日 : 如意営業所に改称[3]。

## 主担当路線
如意営業所では、主担当として、幹栄1号系統・名駅12号系統・栄11号系統・栄14号系統・栄15号系統・曽根13号系統・黒川11号系統・小田11号系統・守山11号系統、東巡回系統・楠巡回系統・山田巡回系統、守山巡回系統の13系統を担当している。なお、守山11号系統、守山巡回系統は大森営業所が主担当で、当営業所は副担当である。。2014年の浄心営業所楠分所開設後は、多くの系統（主に庄内川を渡らない系統）を同所に移管した。

### 幹栄1号系統
|     | 起点             | 主な経由地 | 主な経由地 | 主な経由地 | 主な経由地 | 主な経由地 | 終点     | 備考                                                   |
| --- | ---------------- | ---------- | ---------- | ---------- | ---------- | ---------- | -------- | ------------------------------------------------------ |
| 本  | 栄               | 高岳       | 東片端     | 黒川       | 北図書館   | 新川中橋   | 如意住宅 |                                                        |
| 折1 | 黒川             | ---        | ---        | ---        | 北図書館   | 新川中橋   | 如意住宅 | 黒川バスターミナル発着。ただし路線図では区別されない。 |
| 支1 | 栄               | 高岳       | 東片端     | 黒川       | 北図書館   | 新川中橋   | 水分橋   |                                                        |
| 折2 | 黒川             | ---        | ---        | ---        | 北図書館   | 新川中橋   | 水分橋   | 黒川バスターミナル発着。ただし路線図では区別されない。 |
| 支2 | 西部医療センター | 志賀公園前 | 城見通二   | 黒川       | 北図書館   | 新川中橋   | 如意住宅 | 西部医療センター行きは志賀公園前を経由しない。         |
| 支2 | 西部医療センター | ←←         | 城見通二   | 黒川       | 北図書館   | 新川中橋   | 如意住宅 | 西部医療センター行きは志賀公園前を経由しない。         |
| 支3 | 西部医療センター | 水分橋     | 城見通二   | 黒川       | 北図書館   | 新川中橋   |          | 西部医療センター行きは志賀公園前を経由しない。         |
| 出  | 味鋺小学校北     | 新川中橋   | 北図書館   | 黒川       | 東片端     | 高岳       | 栄       | →のみ、始発のみ                                        |

概要
当系統は、栄と北区如意地区・味鋺地区を、空港線（国道41号）を経由して運行している。
沿革
1998年（平成10年）の系統再編前は〔幹線14〕、さらに遡れば〔111〕栄 - 黒川 - 中切町 - 味鋺東と〔98〕黒川 - 中切町 - 如意住宅の両系統をルーツとする。
西部医療センター開設に伴い、新たに［支2］が設けられた。
かつて矢田川河川敷で花火大会が行われていた時は、花火開催日当日に限り、栄 - 味鋺住宅という便が運行されていた。
2003年の地下鉄上飯田線開業前の［支1］と［折2］は現在の終点である水分橋よりさらに東、名鉄小牧線の線路を越えた味鋺東を終点としていた。
停留所およびダイヤ
平日の昼間は［本］が1時間あたり2-3本、［支1］が1時間あたり1-2本であり、栄-味鋺小学校北間では合せて1時間あたり3-4本の運行である（等間隔ではない）。土曜・休日の昼間は、［本］が1時間あたり2本、［支1］が1時間あたり1-2本であり、栄-味鋺小学校北間では合わせて1時間あたり15-20分毎の等間隔の運行となる。［本］と［支1］と［出］は国道41号黒川交差点を直進するため、黒川バスターミナルには入らない。
［折1］、［折2］は平日の朝夕のみ、［支2］は昼間時のみ、［支3］は平日朝に1往復のみの運行である。

### 名駅12号系統
|    | 起点     | 主な経由地 | 主な経由地 | 主な経由地 | 主な経由地 | 主な経由地 | 主な経由地 | 主な経由地 | 主な経由地 | 終点       | 備考                      |
| -- | -------- | ---------- | ---------- | ---------- | ---------- | ---------- | ---------- | ---------- | ---------- | ---------- | ------------------------- |
| 本 | 名古屋駅 | 明道町     | 江川町     | 浄心町     | 名塚       | 庄内橋     | 大野木四   | 大野木五   | 比良新橋   | 如意車庫前 |                           |
| 支 | 名古屋駅 | 明道町     | 江川町     | 浄心町     | 名塚       | 庄内橋     | 大野木四   | 月縄手     | →→         | 如意車庫前 | 朝のみの運行 日曜休日運休 |
| 支 | 名古屋駅 | 明道町     | 江川町     | 浄心町     | 名塚       | 庄内橋     | 大野木四   | 月縄手     | 比良新橋   | 如意車庫前 | 朝のみの運行 日曜休日運休 |

概要
当系統は、名古屋駅と西区庄内・大野木・比良の各地区を結ぶ路線である。
沿革
1998年（平成10年）の系統再編前の番号は〔105〕であった。系統設定当初の経路は以下のとおりであった。
- 名古屋駅太閤通口 - 那古野町 - 押切町 - 浄心町 - 名塚 - 庄内橋 - 庄内緑地公園 - 山田支所 - 大野木5丁目 - 比良新橋 - 如意車庫前

庄内緑地公園駅を経由していたことで、地下鉄鶴舞線への接続系統という役割があったが、1994年の上小田井駅の本格稼動に伴い接続系統としての役割を〔7〕（現:小田11）等に譲り現行経路へ変更となった。そして1998年の再編で名古屋駅バスターミナル発着となった。
2003年の再編で〔金山24〕（金山 - 浄心町）が廃止となったため、代替として「名古屋駅 - 江川町 - 浄心町」の支線を設定するとともに、本線もすべて名古屋市道江川線経由に変更した。しかし、2004年4月に再び押切町経由の系統も設定され、2010年に西区役所が移転したのに伴い全便が江川線経由となり、浄心町発着の支線は廃止された。
運行本数は毎時2本程度。［支］は平日と土曜の朝のみ運行されこの時間帯に［本］は運行されない。江川町 - 庄内橋は地下鉄鶴舞線と経路が重複しており、競合している。地下鉄より所要時間は長いが鶴舞線沿線から名古屋駅へ乗り換えなしで行ける路線として利用者は比較的多い。［支］の如意車庫前行きは途中に比良新橋停留所がなく、通過となる（〔栄11〕〔小田11〕も同様。名古屋駅行きは停車）。
毎年3月の名古屋ウィメンズマラソン（マラソンフェスティバル）開催時の日中は秩父通付近でコースと交差するために名古屋 - 名塚が運休となり、規制時間中は名塚折り返しとなる（2014年以降。名塚に回転場がないため西部医療センターまで一旦回送）。

### 栄11号系統
|     | 起点   | 主な経由地 | 主な経由地                   | 主な経由地 | 主な経由地 | 主な経由地 | 主な経由地 | 主な経由地 | 主な経由地 | 終点       | 備考           |
| --- | ------ | ---------- | ---------------------------- | ---------- | ---------- | ---------- | ---------- | ---------- | ---------- | ---------- | -------------- |
| 本  | 栄     | 市役所     | 西部医療 センター (沿革参照) | 中丸町     | 名塚       | 庄内橋     | 大野木四   | 月縄手     | 比良新橋   | 如意車庫前 |                |
| 支1 | 栄     | 市役所     | 西部医療 センター (沿革参照) | 中丸町     | 名塚       | 庄内橋     | 大野木四   | 月縄手     | 比良新橋   | 如意住宅   | 昼間時のみ     |
| 支2 | 栄     | 市役所     | 西部医療 センター (沿革参照) | 中丸町     | 名塚       | 庄内橋     | 上小田井駅 | 平田       | ---        | 平田住宅   |                |
| 折  | 中丸町 | 城北橋     | 市役所                       | ---        | ---        | ---        | ---        | ---        | ---        | 栄         | →のみ 記事参照 |

概要
本系統は、栄と西区庄内・上小田井・比良・平田の各地区を結ぶ路線である。栄と如意住宅を結ぶ路線としては〔幹栄1〕があるが、西区を経由する本系統の方が遠回りで所要時間も長い。
沿革
1998年の系統再編前の番号は［本］は〔103〕→〔幹線13〕、［支2］は〔20〕であった。
［支2］はもともと城北橋-名塚間を浄心町経由で結ぶ路線であった。地下鉄と競合するため1998年の再編で中丸町経由の〔幹線13〕とまとめられる。後に運行回数が減らされてそれまで［支2］は昼間時30分間隔だったものが1時間間隔となった。(同時に［本］は毎時4本→毎時2本になった。)
なお、〔幹線13〕には「如意車庫前 - 小田井市場木 - 庄内緑地公園 - 山田支所 - 如意車庫前」という循環系統の支線が存在した。地下鉄庄内緑地公園駅へのアクセス路線としての意味づけであったが、1994年の再編でその役目を終えたため廃止になっている。
西部医療センター開設に伴い、2011年5月より［本］・［支2］は昼間時のみ西部医療センターを経由することになった。
2014年4月1日より［支1］が新設され、昼間時の［本］のうち毎時1便が振り替えられた。なお、［支1］は全便西部医療センターを経由する。
停留所およびダイヤ
昼間は［本］、［支1］、［支2］が1時間あたり1本となっており、栄-庄内橋間では合わせて1時間あたり3本（等間隔ではない）となっている。平日朝の1本のみ、中丸町→栄の区間便が存在する。
毎年3月の「マラソンフェスティバル　ナゴヤ・愛知」開催日の日中は城見通二 - 栄が運休となるため、この日のみ規制解除まで全便黒川バスターミナル発着で運行される（黒川発は西部医療センターまで北巡回と同経路で迂回運行）。

### 栄14号系統
|    | 起点 | 主な経由地 | 主な経由地 | 主な経由地 | 終点   |
| -- | ---- | ---------- | ---------- | ---------- | ------ |
| 本 | 栄   | 東片端     | 赤塚       | 平安通     | 上飯田 |

2003年12月までは、浄心営業所の担当であった。2003年3月の地下鉄上飯田線開業時の再編で土休日の本数が従来の毎時2本から毎時1本に減便となっている。
日中の運行本数は平日が毎時2本、土休日が毎時1本である。地下鉄とは異なり乗り換えの必要がないため地下鉄開業後も利用者はそれほど減っていない。
本系統は近くを通る〔幹名駅1〕などの他系統とは異なり、楠営業所は担当していなかったが、2025年の再編で担当するようになった。

### 栄15号系統
|    | 起点   | 主な経由地 | 主な経由地 | 主な経由地   | 主な経由地 | 主な経由地 | 主な経由地 | 終点     | 備考                   |
| -- | ------ | ---------- | ---------- | ------------ | ---------- | ---------- | ---------- | -------- | ---------------------- |
| 本 | 栄     | 高岳       | 桜通車道   | 徳川園新出来 | 大曽根     | 瀬古       | 幸心       | 新守山駅 | ノンステップバスで運行 |
| 折 | 大曽根 | ---        | ---        | ---          | ---        | 瀬古       | 幸心       | 新守山駅 | ノンステップバスで運行 |

旧番号は〔52〕。桜通車道 - 徳川園新出来間は1989年まで現在のように赤萩町交差点と新出来交差点を直接結ぶ道路がなかったため、少し東側の大松交差点を経由していた。そのため豊前・百人町バス停は現在よりも東側にあった物が経路変更により移設されている。
再編以前の1997年の営業係数は383と芳しい物ではなかったため、中型車が投入されるようになり（一時期は小型車が導入されていた時期もあった）、その後はノンステップバスでの運行を開始、結果2007年度の営業係数は256と改善されてきている。
2017年4月の再編までは大森営業所の担当だった。
［本］はごく一部の時間帯を除き、毎時1本の運行。日中の大曽根 - 新守山駅は［折］が追加され、30分間隔で交互に運行されている。

### 曽根13号系統
|     | 起点   | 主な経由地 | 主な経由地 | 主な経由地 | 主な経由地 | 主な経由地 | 主な経由地 | 終点       | 副担当 | 備考                 |
| --- | ------ | ---------- | ---------- | ---------- | ---------- | ---------- | ---------- | ---------- | ------ | -------------------- |
| 本  | 大曽根 | →→         | 平安通     | 上飯田     | 楠味鋺     | 楠支所     | ---        | 如意車庫前 | 楠     |                      |
| 本  | 大曽根 | 西大曽根   | 平安通     | 上飯田     | 楠味鋺     | 楠支所     | ---        | 如意車庫前 | 楠     |                      |
| 折  | 上飯田 | ---        | ---        | ---        | 楠味鋺     | 楠支所     | ---        | 如意車庫前 | 楠     | 平日朝夕、土休日のみ |
| 支1 | 上飯田 | ---        | ---        | ---        | 楠味鋺     | ---        | ---        | 味鋺住宅   | 楠     |                      |
| 支2 | 上飯田 | ---        | ---        | ---        | 楠味鋺     | 楠支所     | 如意車庫前 | 喜惣治一   | 楠     | 平日昼間時のみ       |

旧番号は〔56〕。
［本］は大蒲新田［現在の大我麻町］‐ 如意車庫前 ‐ 楠町 ‐ 上飯田町 ‐ 黒川 ‐ 市役所 ‐ 栄という経路で運行されていたが、基幹2号系統開設時に路線短縮され大曽根止まりとなった。もともとは西大曽根を経由しなかったが、大曽根駅東側にあった旧バスターミナルが名古屋ガイドウェイバスガイドウェイバス志段味線（ゆとりーとライン）大曽根駅の用地として使われるために閉鎖されたため、折り返し用の経路として設定された。その後、大曽根駅西側に新バスターミナルが整備されたが、バスターミナルをその後も使用せず現在まで続いている。
［折］は平日朝夕と土休日に運行される。〔名駅13〕・〔栄14〕の出入庫線としての役割も兼ねている。
［支1］は〔101〕（味鋺住宅 ‐ 水分橋 ‐ 上飯田町 ‐ 山口町 ‐ 市役所 ‐ 栄）を取り込んだもので、
数ある支線の中の一番の古株である。もともとは大曽根を発着していたのだが、上飯田線開業時の再編で上飯田までに短縮されている。
［支2］は1996年の再編で沿線にある北区役所楠支所へのアクセスのために設定されたもので、当初は水分橋 - 喜惣治一という経路だった。上飯田線開業時の再編で上飯田まで延伸されたが、これは［折］の役割も兼ねるためである。運行目的上、平日昼間時のみの運行である。終点の喜惣治一付近に回転場がないため、一旦比良新橋付近まで行ってから（〔名駅12〕などとは異なり回送運行であり途中の停留所は通過）乗車停に戻ってくる。
なお、新番号採用時の再編時まで、平日の朝のみ如意車庫前 → 味鋺住宅 → 黒川 → 平安通 → 如意車庫前という左回り循環の経路で運行する支線があり、[56バスレーン系統]と呼ばれていた。2016年4月1日より楠営業所が副担当となった。
平日の日中は［本］、［支1］、［支2］が毎時1本運行される。土休日は[支2]の代わりに［折］が運行されるが、日中2時間に1本の運行。［支1］はほぼ終日、毎時1本程度の運行。［支2］は楠営業所への出入庫も兼ねている。

### 黒川11号系統
|     | 起点   | 主な経由地 | 主な経由地 | 主な経由地 | 終点       | 備考  |
| --- | ------ | ---------- | ---------- | ---------- | ---------- | ----- |
| 本  | 黒川   | 城北小学校 | 新川中橋   | 大我麻町   | 北部市場   |       |
| 支1 | 黒川   | 城北小学校 | 新川中橋   | 大我麻町   | 如意車庫前 |       |
| 支2 | 中切町 | 中切町四   | 城北小学校 | 北図書館   | 黒川       | →のみ |

黒川から空港線（国道41号）を北上して西春日井郡豊山町にある北部市場へ向かう系統であり、豊山町へ乗り入れる唯一の系統である。2017年（平成29年）3月の1ヶ月間だけ社会実験として、北部市場停留所より県営名古屋空港まで区間延長され、途中に停留所が2ヶ所設置されていた。
旧番号は〔3〕。元は栄 - 黒川 - 中切町 - 如意車庫前という経路で、〔幹栄1〕の前身である〔111〕とは姉妹系統のような設定であったが、後に黒川発着に短縮され、栄発着は〔111〕→〔幹線14〕に譲る形となった。1983年に名古屋市中央卸売市場北部市場が開設された事に伴い〔3イ〕として北部市場発着便が設定され、新番号化で支線と本線が入れ替わり現在に至っている。
かつては名古屋市営バスの中で唯一対キロ制運賃を用いていた系統で（［本］のみ名古屋市外の北部市場停留所で乗降する場合にのみ運賃が変動していた）、乗車時に降車停留所を告げて運賃を支払っていた。これは運賃体系を並行する名鉄バス名犬バイパス線に合わせていたもので、2002年10月の名鉄バス廃止とともに均一運賃に変更された。
［支2］は、1998年の再編で切り捨てられた〔141〕(現・〔黒川12〕）の黒川 - 中切町の区間を2000年の再編時に出入庫系統として復活させたもので、平日の朝の黒川行き1便のみの運行である。時刻表上は〔黒川11〕となっているが系統番号の表示がない。ちなみにこの路線は長らく路線図には掲載されない路線であったが、2013年（平成25年）現在は掲載されている。
［本］は日中2時間に1本、その他の時間帯は毎時1本の運行で［支1］より圧倒的に少ない。［支1］は黒川を発着する各系統の出入庫系統としても機能しており、概ね毎時2本以上運行されている。
［本］は栄から黒川を経由して豊山町中心部を結ぶとよやまタウンバスの南ルートと並行している。同路線は概ね毎時1本程度と本数が多いものの、黒川から北部市場東までの途中に停留所が存在しないため大きな競合にはなっていない。とよやまタウンバスに市バスとの共通乗車制度はなく、manacaも利用できない。運賃は市バスより安く、200円である。

### 小田11号系統
|      | 起点       | 主な経由地 | 主な経由地 | 主な経由地 | 主な経由地 | 主な経由地 | 主な経由地 | 終点       | 副担当 | 備考                                                            |
| ---- | ---------- | ---------- | ---------- | ---------- | ---------- | ---------- | ---------- | ---------- | ------ | --------------------------------------------------------------- |
| 本   | 上小田井駅 | 山田支所南 | 大野木四   | 月縄手     | 比良新橋   | 如意車庫前 | 如意       | 如意住宅   | 楠     | 比良新橋は 上小田井駅行きのみ停車 木曽橋は 上小田井駅行きは通過 |
| 出入 | 上小田井駅 | 山田支所南 | 大野木四   | 月縄手     | 比良新橋   | ---        | ---        | 如意車庫前 | 楠     | 比良新橋は 上小田井駅行きのみ停車 木曽橋は 上小田井駅行きは通過 |
| 折   | 上小田井駅 | 山田支所南 | 大野木四   | 月縄手     | 比良新橋   | ---        | ---        | 大我麻町   | 楠     | 比良新橋は 上小田井駅行きのみ停車 木曽橋は 上小田井駅行きは通過 |

旧番号は［7］（2代目）。
1994年の再編時にそれまで走っていた［出入庫（如 - 平）］（平田住宅 - 如意車庫前）を如意住宅まで延長の上一般系統化し、その後新番号化の際に上小田井駅までに短縮された。
日中は毎時1 - 2本、約40分毎に運行されている。東海交通事業城北線と一部並行しているが、同線の本数が少ないため利用客は比較的多い。［折］は楠営業所への出入庫便としての役割も担う。

### 楠巡回系統
|    | 起点       | 主な経由地 | 主な経由地 | 主な経由地 | 主な経由地 | 主な経由地 | 主な経由地 | 主な経由地 | 主な経由地 | 主な経由地 | 主な経由地 | 主な経由地 | 主な経由地 | 主な経由地 | 主な経由地 | 終点       | 備考                   |
| -- | ---------- | ---------- | ---------- | ---------- | ---------- | ---------- | ---------- | ---------- | ---------- | ---------- | ---------- | ---------- | ---------- | ---------- | ---------- | ---------- | ---------------------- |
| 本 | 如意車庫前 | 北高校     | 如意       | 楠支所     | 楠味鋺     | 平安通     | 西大曽根   | 大曽根     | →→         | 平安通     | 楠味鋺     | 味鋺住宅   | 新川中橋   | 大我麻町   | 北高校     | 如意車庫前 | 左右回り （→が右回り） |
| 本 | 如意車庫前 | 北高校     | 如意       | 楠支所     | 楠味鋺     | 平安通     | ←←         | 大曽根     | 西大曽根   | 平安通     | 楠味鋺     | 味鋺住宅   | 新川中橋   | 大我麻町   | 北高校     | 如意車庫前 | 左右回り （→が右回り） |

2004年に新設された地域巡回バスの一つ。地下鉄駅から離れた場所を循環しているため、赤字ではあるが営業係数は良い。

### 山田巡回系統
|    | 起点       | 主な経由地 | 主な経由地 | 主な経由地 | 主な経由地   | 主な経由地 | 主な経由地 | 主な経由地 | 主な経由地 | 終点     |
| -- | ---------- | ---------- | ---------- | ---------- | ------------ | ---------- | ---------- | ---------- | ---------- | -------- |
| 本 | 如意車庫前 | 比良新橋   | 大野木五   | 大野木四   | 庄内緑地公園 | 上小田井駅 | 島落       | 小田井野田 | 見寄町     | 平田住宅 |

2004年に新設された地域巡回バスの一つ。

### 東巡回系統
|    | 起点   | 主な経由地          | 主な経由地 | 主な経由地 | 主な経由地 | 主な経由地    | 主な経由地 | 主な経由地 | 主な経由地       | 主な経由地 | 主な経由地 | 主な経由地 | 終点     |
| -- | ------ | ------------------- | ---------- | ---------- | ---------- | ------------- | ---------- | ---------- | ---------------- | ---------- | ---------- | ---------- | -------- |
| 本 | 大曽根 | 木ヶ崎公園 （巡回） | 大曽根     | 徳川園北   | 徳川町     | 高岳 （巡回） | 都通二     | 今池       | 東部医療センター | 都通一     | 矢田       | 大幸東団地 | 茶屋ヶ坂 |

「地域巡回バス」の1路線。旧〔東区〕を再編したものである。〔東区〕はもともと栄 - 桜通大津 - 家庭裁判所（現・市政資料館南） - 東区役所 - 徳川町 - 徳川町六（現・徳川園北） - 大曽根 - 大幸団地という経路だったが、2000年の再編で、栄から東新町・高岳・（桜通）・今池・東部医療センター・都通2を経由して東区役所へ至る経路を新設し循環型の経路に再編されていた。なおこの延長部分は1989年に廃止された〔121〕（栄 - 上飯田町）の経路をなぞっている。2019年より大曽根から木ヶ崎公園への循環経路が追加された。猪高営業所の所管であったが、2021年4月2日ダイヤ改正より当営業所へ移管となった。

## 副担当路線

### 守山11号系統・守山巡回系統
|          |     | 起点     | 主な経由地 | 主な経由地 | 主な経由地 | 主な経由地 | 主な経由地 | 主な経由地 | 主な経由地 | 主な経由地 | 終点       | 備考                                          |
| -------- | --- | -------- | ---------- | ---------- | ---------- | ---------- | ---------- | ---------- | ---------- | ---------- | ---------- | --------------------------------------------- |
| 守山11   | 本  | 新守山駅 | 川村       | 緑ヶ丘住宅 | 守山区役所 | 瓢箪山     | 守山       | 新守山駅   | 瀬古口     | 守山新堀   | 上飯田     | 朝夕に運行                                    |
| 守山11   | 折1 | 新守山駅 | 川村       | 緑ヶ丘住宅 | 守山区役所 | --         | --         | --         | --         | --         | 小幡       |                                               |
| 守山11   | 折2 | 新守山駅 | 川村       | --         | --         | --         | --         | --         | --         | --         | 緑ヶ丘住宅 |                                               |
| 守山11   | 折3 | 上飯田   | --         | --         | --         | --         | --         | --         | 守山新堀   | 瀬古口     | 新守山駅   | →のみ                                         |
| 守山巡回 | 本  | 新守山駅 | 川村       | 緑ヶ丘住宅 | 守山区役所 | 瓢箪山     | 守山       | 新守山駅   | 瀬古口     | 守山新堀   | 上飯田     | 昼間時のみ運行。 本系統と支系統を交互に運行。 |
| 守山巡回 | 支  | 新守山駅 | 川村       | 緑ヶ丘住宅 | 守山区役所 | 守山小学校 | 大牧町     | 新守山駅   | 瀬古口     | 守山新堀   | 上飯田     | 昼間時のみ運行。 本系統と支系統を交互に運行。 |

2004年までは〔守山区1〕という系統番号であった。〔守山区1〕は2000年の再編でそれまでの〔守山区〕（守山新堀 - 新守山駅 - 守山区役所 - 大森住宅 - 本地住宅）を新守山駅で分割し、守山区内を循環する経路を追加したもので、当初は新守山駅 - 牛牧住宅 - 小幡 - 守山 - 新守山駅 - 瀬古口 - 守山新堀という経路であった。
2001年の再編でゆとりーとラインと競合する関係で廃止となった〔千種12〕（千種駅前 - 松坂町）の経路であった守山市民病院前 - 松坂町の区間を取り込んで守山プール - 小幡ヶ原間を牛牧住宅経由から川村・緑ヶ丘住宅経由として経路を再編し、〔折2〕緑ヶ丘住宅折り返しが設定される。なお、この経路はゆとりーとラインに載せ替えられたために廃止となった名鉄バス志段味線とJR東海バス瀬戸西線の緑地公園前 - 竜泉寺口間の代替としての側面も併せ持つ。
翌2002年には〔折1〕小幡折り返しが設定される。
2004年の地域巡回バスの新設に伴い、本系統については朝夕は〔守山11〕、昼間時は〔守山巡回〕として運行を行っている。
2010年の再編で、守山市民病院の間近を通る〔守山巡回・支〕が新設され、1時間おきに交互に運行されることになった。その際、新設区間に守山市民病院バス停（2013年4月1日より「大牧町」に改称）が設けられたため、旧守山市民病院前バス停は守山に、旧守山バス停は守山東にそれぞれ改称されている。
2021年の再編で、如意営業所が副担当に加わった。
［折1］は平日昼間時にのみ運行され、［折2］は朝夕（日祝日は夕のみ）および休日の昼間時に運行される。［折3］は平日および土曜日の最終のみ運行される。
なお〔千種12〕は旧番号〔62〕で、千種駅前から矢田、守山図書館、新守山駅を経由して松坂町へ至る系統だったが、終点の松坂町には転回場を設けずに近くの緑ヶ丘住宅の転回場を利用していた。また〔62〕時代には途中の川村止まりの支線があり、加えて川村と大森車庫を結ぶ出入庫系統があった。
従来は守山区内のみの運行であったため、起終点を含めて地下鉄に接続しなかったが、2013年4月に守山新堀バス停を移設し、区間延長されて上飯田まで運行されるようになり、地下鉄に接続するようになった。
2021年4月2日より主担当の大森営業所に加えて、当営業所が副担当となった。

## 車両
元々はいすゞ自動車製の車両で統一されていたが、入札制の導入や営業所の再編により、現在では他メーカーの車両も多数配置されている。ワンステップバスは配属されていない。
- 配属車両は以下の通り
  - ノンステップバス：NH、NS、NN、NF、NMS、NMH